# داود القيسي
داود القيسي (1948-
17 أيار/مايو 2003) فنان عراقي شغل منصب نقيب الفنانين العراقيين في زمن الرئيس صدام حسين عضو في حزب البعث  لُقب «بلبل البعث »

## حياته
ولد في المستشفى الجمهوري بالعاصمة العراقية بغداد لعائلة بسيطة وكان والده يعمل ميكانيكي بالقوة الجوية في قاعدة العمارة. وبعد إحالته للتقاعد أبان الاحتلال البريطاني للعراق تعين في شركة نفط كركوك وتزوج مرة ثانية وهجر زوجته الأولى أي والدة داود وكان لها ولدان هما صابر وظافر وبعد ما يقارب ثلاثة عشر عاما عاد والده إلى زوجته الأولى التي كانت تعيش في بيت أهل زوجها طول تلك المدة.
درس في مدرسة تل محمد وبعد ذلك انتقل إلى ثانوية الجمهورية بعد ان سكن أهله في حي الأمين دور النفط.

## طفولته
عاش طفولته في منطقه كمب الأرمن في الباب الشرقي وكانت مدرسته الابتدائية في كنيسة الأرمن وخلال هذه الفترة أصيب بمرض التيفوئيد. ولكونه مجتهدا وحسن الاخلاق في مدرسته أخذ القس يزوره إلى البيت ويقرأ له ويصلي ويدعوا له بالشفاء.
كان الفرق في العمر كبيرا بينه وبينه أخويه ومن ثم ولدت أخته نوشة وبعدها أخته منى ولقد كان يعتمد على نفسه في مصروفه ويساعد أهله منذ الصغر. وكان في فترة العطل الدراسية يعمل أي شيء ومن هذه الأعمال نصب مراجيح العيد قرب دارهم لأطفال المنطقة.

## حياته الأسرية
تزوج ورزق بثلاثة أولاد ابنه الأكبر اسامه (مهندس معماري ويحمل شهادة دبلوم بالموسيقى ومن مدرسة الموسيقى والبالية ويعزف على العود) وابنه الثاني سلوان خريج اكاديمية الفنون الجميلة ويحمل شهادة البكلوريس في هندسة التصميم الصناعي كما ويحمل شهادة الدبلوم في الموسيقى من مدرسة الموسيقى والبالية وعلى آلة السنطور العراقية اما سلوان فهو عضو نقابة الفنانين العراقين وعضو مشارك في فرقة ناظم الغزالي وفرقة الرافدين العراقية اما مشاركته الهندسية مشارك في معرض بغداد الدولي تصميم الجناح الخاص بسلطنة عمان ومهرجان بابل الدولي بوضع البوستر الخاص للمهرجان ومهرجان البادية ومهرجان يوم بغداد ومشاركات عديدة ومتنوعة وكل ما يخص الموسيقى والتصاميم الهندسية. ابنته الصغرى هي سمرة كانت عند وفاته مستلمة البطاقة الامتحانية للسادس العلمي واكملته بعد استشهاد والدها واكملت بكلوريوس اللغة الإنكليزية وهي أيضا خريجة مدرسة الموسيقى والباليه واختصاصها البيانو.

## شبابه
كانت انطلاقته الحزبية والاعلامية في المرحلة الثانوية حيث كانت هناك مناسبة وجاءت فرقة موسيقية إلى المدرسة وطلبت من الطلاب المشاركة بهذا الاحتفال فشارك هو لكونه يملك صوتا قويا فانشد مقطع نشيد للفنان عبد الحليم حافظ وهو (وطني حبيبي وطني الأكبر) وكان بين الموسيقين أحد منتسبي الإذاعة والتلفزيون فدعاه إلى القدوم إلى لمبنى الإذاعة لكي يشارك في برنامج (ركن الهواة) وفعلا ذهب وقبل فيها واستمر في هذا المجال الفني 

## دخولة المعترك السياسي
خلال تعلمه في مدرسته الجمهورية التي شهدت انتسابه للفن عام 1963.
في فترة انقلاب تشرين الثاني 1963 داهمت الشرطة بيته لاعتقاله فتصدى والده رحمه الله لهم الا ان بعض افراد الشرطة ضربوا والده على صدره وتسببوا له بضرر خطر في رئته مات والده على اثره.
قبض عليه وزج في السجن لحيازته سلاحا ممنوعا ثم افرج عنه ووجد نفسه مسؤولا عن اعالة عائلة كبيرة بعد وفاة والده فاضطره إلى ترك الدراسة في معهد الفنون الجميلة لاعالتهم ولكنه كان في هذا الوقت يعمل بالإذاعة والتلفزيون وبعدها التحق بالخدمة العسكرية الإلزامية.
منذ ظهوره الأول في بداية السبعينيات، بدأ نشاطه الحزبي في مدينة الثورة ومدن بغداد الأخرى، حيث كان يحمل درجة عضو فرقة في نهاية الثمانينيات وبعدها تتدرج إلى عضو شعبة، وقد أصبح في موقع حزبي أكبر، على أثر محاولة اغتيال نجا منها قبيل انتفاضة 1991 ، حيث أصيب باطلاقات نارية عديدة،
تولى مناصب عدة في الدولة منها في دائرة الفنون الموسيقية ومدير لقسم الموسيقى والغناء في دائرة الإذاعة والتلفزيون ونقيب للفنانين على مدى دورات عدة
شغل منصب مدير شركة بابل للأنتاج السينمائي والتلفزيوني ومدير لمهرجان بابل الدولي لسنوات طويلة وبقى على هذه المسؤولية حتى استشهاده ‍وهو في هذا المنصب.
عام 1973 تطوع للمشاركة في حرب تشرين وعلى اثرها منح رتبة عسكريه فخرية (ملازم أول).

داود القيسي بالزي العسكري

## أعماله
- قدم العديد من الأغاني السياسية المتنوعة في كلماتها وأدائها الموسيقي الشرقي الممتزج بالإيقاع الكلاسيكي المتزن، بالعربية الفصحى أساساً، وأيضاً بالعامية العراقية، ومن تلك الأغاني أغنية «هو الألق العظيم» التي جاء فيها.:[5]

هو الألق العظيم كما تراهُ
بهياً يعبر الدنيا مداهُ
عصياً لا تطاوله الأعادي
على شطيه ترتفع الجباهُ
تعانقهُ ملايين الأيادي
وتحمله على العرش المياهُ
عراق الله شرفه علاءً
وأعطاه سناءً من سناء
عراقك يا صدام... عراقك يا صدام
هو الألق العظيم!
- كما قدم عددٌ كبيرٌ من الأغاني التي تعبر عن انتماء الشهيد القومي والوطني والحزبي مثل «يا ستار» و«تحية» و«ميلاد البعث» و«عيد البعث» راية حرة«(أمة أمة عربية)» وغيرها.. وكان الرئيس صدام حسين قد لقب داوود القيسي «منشد البعث» عام 1992 في إحياء ذكرى «أم المعارك»، وكان داوود القيسي، بالإضافة لكونه نقيب الفنانين العراقيين، نائب رئيس اتحاد الفنانين العرب، ومسؤولاً في حزب البعث الذي انتسب إليه منذ عام 1963 عندما كان طالباً في البصرة. .[5]

ومن الأناشيد المشهورة باللهجة العراقية أنشودة (دايمين ودايم وطنه بيكم).:
دايمين أو دايم وطنه بيكم
عالين اوعالي بيرغنه بيكم
اسباع ولد اسباع
صنتو شرف هل كاع
اوكل شعب ادر عينه عليكم
صناديد محد يلاوي اذراعكم
ميامين عالي يظل اشراعكم
ولله اوفيتوا الدين
اوجبتوا النصر شمسين
أو كل شعب ادر عينه عليكم
- بعض المناهضين للنظام العراقي السابق قالوا أنه كان يجبر الناس على الذهاب إلى الجيش الشعبي العراقي ويُقدم التقارير عن الهاربين من الخدمة العسكرية والمناهضين للنظام خصوصاً بين الفنانين والموسيقيين وفي المناطق الحزبية التي يرأسها."
- قاد عدداً من الفنانين العراقيين لتقديم مجموعة من الأغاني الحماسية تمجد الرئيس صدام حسين خلال فترات عدة منها الحرب العراقية الإيرانية، الغزو العراقي للكويت وآخرها مواجهة قوات التحالف وذلك قبيل وأثناء دخول هذه القوات إلى العراق عام 2003 .[5]

## أغاني أخرى
- فتانة، يخدعوك بمشاركة سعيد العجلاوي [6]
- شيخ الديرة
- هلهلولة البعث الصامد 1969
- نحن ثورة بمشاركة مائدة نزهت، فاروق هلال، فؤاد سالم بمناسبة تأميم شركات النفط العراقي 1973
- تسلم تسلم بمشاركة رياض أحمد عام 1979
- اهنا زود رجال اهنا بمشاركة رياض أحمد
- دايمين ودايم وطنا 1981
- أوبريت أكرمنا 1981
- سلامتكم 1982
- نعم أحب كل من يحب
- صدامنا قمر
- أمريكا ضد الحرية
- ليفهم العالم
- دارنا وعندنا طبع من دارنا
- سيف الثار
- كل إحنا جنود
- عاش النضال المشترك
- يعربا يا عراق
- العب يا رياضي

## إغتياله
في السابع عشر من أيار 2003م، أي بعد الغزو الأمريكي للعراق بشهر واحد وفي حوالي الساعة السادسة وخمسين دقيقة حسب التوقيت المحلي، وقفت سيارة على مسافة من منزله وترجل منها شخصان توجها إلى المنزل. واوضح الشاهد إن احدهما طرق الباب وفتح له الفنان. وتحجج الرجل بالسؤال عن شيء ما وبينما كان الفنان يرد عليه، ظهر الشخص الثاني وأشهر مسدسه واطلق منه رصاصة من مسافة قريبة جدا فاخترقت رأسه، ولاذ كلاهما بالفرار.
ولقد اعتبر ملف اغتياله من الملفات الغامضة وتردد في الشارع العراقي بعد اغتياله إن جريمة قتله جاءت عقابا له على اغانيه واناشيده لحزب البعث والرئيس السابق صدام حسين 